# SN 2008ih
SN 2008ih – supernowa typu Ia odkryta 6 listopada 2008 roku w galaktyce A025726+1258. Jej maksymalna jasność wynosiła 18,57m.